# Safa Sarı
Safa Sarı (* 22. Juni 1992 in Istanbul) ist ein türkischer Schauspieler.

## Leben und Karriere
Sarı wurde in Istanbul geboren. Seine Familie stammt ursprünglich aus Ünye. Nach seinem Abschluss am Kaynarca Şevket Sabancı Lisesi nahm er 2013 an der Sendung "Yetenek Sizsiniz Türkiye" teil und erreichte das Finale.
Sein Schauspieldebüt gab er 2015 in der Fernsehserie Bana Baba Dedi. Anschließend war er 2019 in dem Film Organize İşler Sazan Sarmalı. Außerdem trat er 2020 in Bayi Toplantısı auf. 2023 wurde Sarı für den Film Her Şey Aşk İçin gecastet.

## Filmografie
Filme
- 2016: Küçük Esnaf
- 2019: Organize İşler Sazan Sarmalı
- 2020: Bayi Toplantısı
- 2023: Her Şey Aşk İçin
- 2024: Leydi Di

Serien
- 2015: Bana Baba Dedi

Sendungen
- 2013: Yetenek Sizsiniz Türkiye
- 2015–2017: 3 Adam
- 2019: Çok Güzel Hareketler 2